# Chondroscaphe chestertonii
Chondroscaphe chestertonii är en orkidéart som först beskrevs av Heinrich Gustav Reichenbach, och fick sitt nu gällande namn av Karlheinz Senghas och Günter Gerlach. Chondroscaphe chestertonii ingår i släktet Chondroscaphe och familjen orkidéer. Inga underarter finns listade i Catalogue of Life.

## Bildgalleri

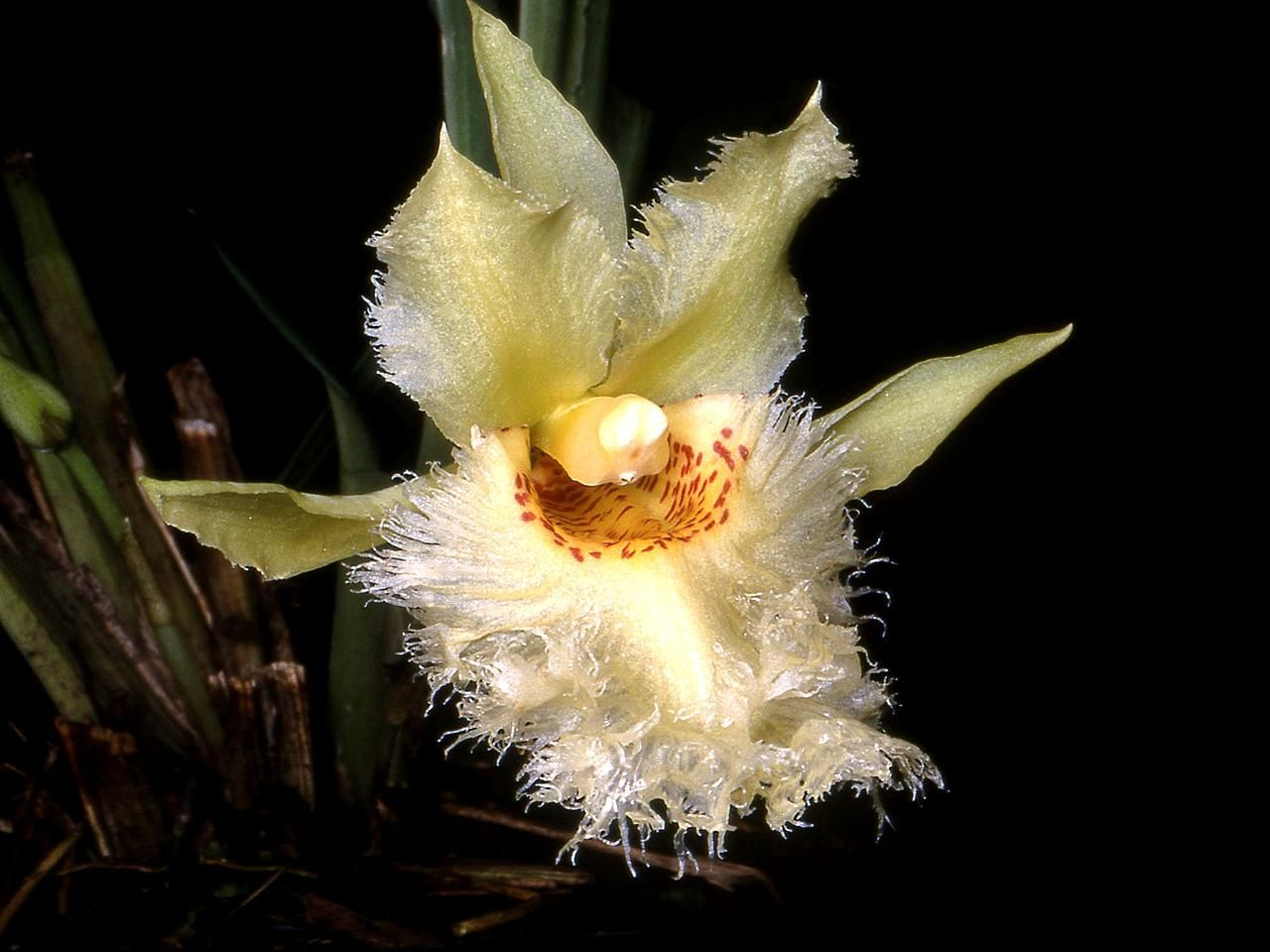